# Gonodonta parens
Gonodonta parens är en fjärilsart som beskrevs av Achille Guenée 1852. Gonodonta parens ingår i släktet Gonodonta och familjen nattflyn. Inga underarter finns listade i Catalogue of Life.